# 卡罗琳·劳伦斯
卡罗琳·劳伦斯（英語：Carolyn Lawrence，1967年2月13日—）是美国配音演员和房地产经纪人。她因在尼克动画节目中的配音角色而知名，包括《海綿寶寶》中的珊迪·奇可, 《天才小子傑米的冒險》中的Cindy Vortex和《魔法俏佳人》中的Mandragora，以及Adult Swim电视剧《Moral Orel》中的主角。